# Happy Hardcore
Happy Hardcore (nebo jen Happycore) je hudební styl, který vznikl v letech 1991 – 93 z Ravu a Breakbeatu. Charakteristické BPM je pro něj 160 – 180. Jak už název napovídá, je založen na happy melodiích nebo na melodiích navozujících pocit štěstí. Velmi často se v něm vyskytují ženské vokály s jednoduchým textem nebo MCs.
Zlatá léta Happy Hardcoru byla v letech 94 – 97 a to na britských ostrovech, zejména ve Skotsku. V těchto letech vznikly takové kompilace jako je např. Hardcore Heaven. Koncem devadesátých let se do Happy Hardcoru promítl vliv Trancu a v 21. století získává Happy Hardcore svou ztracenou popularitu, o čemž svědčí například kompilace Bonkers (8 dílů vydaných v rozpětí 2002 – 05 mluví za vše). Happy Hardcorové tracky se měli úspěch i v popových hitparádách jako např. „You're Shining“ od Styles&Breeze. V roce 2004 dostal Happy Hardcore vlastní pořad na BBC Radio 1.
Nejvýznamnější Happy Hardcore scéna je ve Velké Británii, dále například v Nizozemsku či Austrálii.
Z Happy Hardcore vzešly nové styly, jako např. UK Hardcore, Freeform a Trancecore. Celkově lze tuto skupinu uznačit jako Hard Dance.

## Velká Británie
Happy Hardcore v této zemi vznikl, proto není divu, že zde má největší zastoupení, co se umělců i fanoušků týče. Silný základ zde pro Happy Hardcore připravily v 90. letech styly jako Rave a Oldskool.

### DJs
- Breeze
- Hixxy
- Scott Brown
- Slipmatt
- Sunset Regime
- Jimo

## Nizozemí
Jelikož Hardcore pochází právě z Nizozemska, i Happy Hardcore zde zaujímá důležité postavení, zejména co se týče počtu pořádaných akcí.

## Austrálie
V Austrálii získal Happy Hardcore své fanoušky díky klubům, kde se tento styl pravidelně hraje, ale i díky nové generaci mladých DJs.

### DJs
- S3RL
- Cotts
- Orbit1
- Ravine
- Gammer

## USA
V USA se prosadí téměř každý styl, Happy Hardcore scéna zde však není tak velká, jako například ve Velké Británii.

### DJs
- Styles
- Stealth

## Nejznámější vydavatelství
- Essential Soundz
- Evolution Records
- Next Generation Records
- Slammin Vinyl
- Raver Baby
- Futureworld
- Quosh
- Nightcore